# Klaksvíkar Ítróttarfelag
El Klaksvíkar Ítróttarfelag (en español: Club de Deportes Klaksvík) es un equipo de fútbol fundado el 24 de agosto de 1904 y que actualmente compite en la Primera División de Islas Feroe. Su uniforme se compone de dos colores, el azul para local y el blanco para visitante o alternativo. Su estadio, el Við Djúpumýrar, tiene una capacidad de 3 000 espectadores.
En 1992 tiene su primera experiencia en la UEFA Champions League en la ronda preliminar fue eliminado por el Skonto Riga perdiendo 6 a 1.
En 2023 consigue clasificar por primera vez a la fase de grupos de una competición europea siendo el primer equipo feroés en conseguirlo.

## Palmarés
- Primera División de Islas Feroe (21): 1942, 1945, 1952, 1953, 1954, 1956, 1957, 1958, 1961, 1966, 1967, 1968, 1969, 1970, 1972, 1991, 1999, 2019, 2021, 2022, 2023

- Copa de Islas Feroe (6): 1966, 1967, 1990, 1994, 1999, 2016

- Supercopa de Islas Feroe (3): 2020, 2022, 2023

### Reservas
- 1. deild: 12
  - 1945, 1949, 1951, 1953, 1954, 1956, 1959, 1963, 1972, 1974, 1975, 2019[2]

- 2. deild: 3
  - 1976, 1990, 2011[3]

- 3. deild: 6
  - 1986, 1989, 1995, 1996, 2012, 2018[4]

### KI III
- 5. deild:
  - 1986[5]

### Veteranía
- Old Boys - Meistarar 35+: 2
  - 2008, 2018[6]

### Divisiones Juveniles
- Primera División de las Islas Feroe Sub-21: 7

1968, 1973, 1979, 1984, 1991, 2010, 2012.
- Copa de las Islas Feroe Sub-21: 7

1968, 1972, 1979, 1984, 1985, 1991, 2001, 2002, 2005, 2013.
- Primera División de las Islas Feroe Sub-17: 11

1947, 1949, 1952, 1953, 1955, 1956, 1957, 1959, 1962, 1982, 1987.
- Copa de las Islas Feroe Sub-17: 11

1985, 1990, 1992, 1994, 2010, 2011.
- Primera División de las Islas Feroe Sub-15: 9

1976, 1980, 1982, 1983, 1984, 1986, 2004, 2006, 2018.
- Copa de las Islas Feroe Sub-15: 18

2004, 2018, 2019.
- Primera División de las Islas Feroe Sub-13: 2

1972, 1984.
- Primera División de las Islas Feroe Sub-11: 2

1993, 2008.

## Palmarés Femenino
- 1. deild kvinnur
  - Winners (18): 1997, 2000, 2001, 2002, 2003, 2004, 2005, 2006, 2007, 2008, 2009, 2010, 2011, 2012, 2013, 2014, 2015, 2016, 2019.[12]
- Faroese Women's Cup
  - Winners (13): 2000, 2001, 2003, 2004, 2006, 2007, 2008, 2010, 2011, 2012, 2013, 2014, 2015, 2016

### Divisiones Juveniles Femenino
- Primera División de las Islas Feroe Sub-18: 14

1985, 1986, 1989, 1990, 1997, 2007, 2009, 2010, 2011, 2012, 2015, 2016, 2018, 2019.
- Copa de las Islas Feroe Sub-18: 7

1997, 2008, 2010, 2011, 2013, 2015, 2016.
- Primera División de las Islas Feroe Sub-15: 8

1986, 1988, 1990, 2002, 2008, 2009, 2012, 2013.
- Copa de las Islas Feroe Sub-15: 6

2008, 2009, 2011, 2012, 2013, 2019.
- Primera División de las Islas Feroe Sub-13: 6

1992, 1994, 1997, 2006, 2007, 2008.
- Primera División de las Islas Feroe Sub-11: 2

2003, 2005.

## Participación en competiciones de la UEFA
| Competicion UEFA | Competicion UEFA         | Competicion UEFA  | Competicion UEFA    | Competicion UEFA | Competicion UEFA | Competicion UEFA |
| Temporada        | Torneo                   | Ronda             | Club                | Casa             | Visita           | Global           |
| ---------------- | ------------------------ | ----------------- | ------------------- | ---------------- | ---------------- | ---------------- |
| 1992–93          | UEFA Champions League    | Preliminar        | Skonto              | 1–3              | 1–3              | 2–6              |
| 1995–96          | UEFA Cup Winners' Cup    | Clasificatoria    | Maccabi Haifa       | 3–2              | 0–4              | 3–6              |
| 1997–98          | UEFA Cup                 | 1ª Clasificatoria | Újpest              | 2–3              | 0–6              | 2–9              |
| 1999–2000        | UEFA Cup                 | Clasificatoria    | Grazer AK           | 0–5              | 0–4              | 0–9              |
| 2000–01          | UEFA Champions League    | 1ª Clasificatoria | Crvena Zvezda       | 0–3              | 0–2              | 0–5              |
| 2002–03          | UEFA Cup                 | Clasificatoria    | Újpest              | 2–2              | 0–1              | 2–3              |
| 2003–04          | UEFA Cup                 | Clasificatoria    | Molde               | 0–2              | 0–4              | 0–6              |
| 2017–18          | UEFA Europa League       | 1ª Clasificatoria | AIK                 | 0–0              | 0–5              | 0–5              |
| 2018-19          | UEFA Europa League       | Preliminar        | Birkirhara          | 2–1              | 1–1              | 3–2              |
| 2018-19          | UEFA Europa League       | Primera ronda     | Žalgiris            | 1–2              | 1–1              | 2–3              |
| 2019-20          | UEFA Europa League       | Preliminar        | Tre Fiori           | 5–1              | 4–0              | 9–1              |
| 2019-20          | UEFA Europa League       | Primera ronda     | Riteriai            | 0–0              | 1–1              | 1–1 (v.)         |
| 2019-20          | UEFA Europa League       | Segunda ronda     | Lucerna             | 0–1              | 0–1              | 0–2              |
| 2020-21          | UEFA Champions League    | Primera ronda     | Slovan Bratislava   | 3–0              | 3–0              | 3–0              |
| 2020-21          | UEFA Champions League    | Segunda ronda     | Young Boys          | 1–3              | 1–3              | 1–3              |
| 2020-21          | UEFA Europa League       | Tercera ronda     | Dinamo Tbilisi      | 6–1              | 6–1              | 6–1              |
| 2020-21          | UEFA Europa League       | Play-Off          | Dundalk             | 1–3              | 1–3              | 1–3              |
| 2021-22          | Europa Conference League | Primera ronda     | RFS                 | 2–4              | 3–2              | 5–6 (t. s.)      |
| 2022-23          | UEFA Champions League    | Primera ronda     | Bodø/Glimt          | 3-1              | 0-3              | 3-4              |
| 2022-23          | UEFA Conference League   | Segunda ronda     | Sutjeska Nikšić     | 1–0              | 0–0              | 1–0              |
| 2022-23          | UEFA Conference League   | Tercera ronda     | Ballkani            | 2–1 (t. s.)      | 2–3              | 4–4 (3–4 p.)     |
| 2023-24          | UEFA Champions League    | Primera ronda     | Ferencváros         | 0–0              | 3–0              | 3–0              |
| 2023-24          | UEFA Champions League    | Segunda ronda     | Häcken              | 0–0              | 3–3              | 3–3 (4–3 p.)     |
| 2023-24          | UEFA Champions League    | Tercera ronda     | Molde               | 2-1              | 0-2              | 2-3              |
| 2023-24          | UEFA Europa League       | Play-off          | Sheriff             | 1-1              | 2-1              | 3-2              |
| 2024–25          | UEFA Champions League    | Primera ronda     | Differdange 03      | 2–0              | 0–0              | 2–0              |
| 2024–25          | UEFA Champions League    | Segunda ronda     | Malmö FF            | 3–2              | 1–4              | 4–6              |
| 2024–25          | UEFA Europa League       | Tercera ronda     | Borac Banja Luka    | 2–1              | 1–3              | 3–4              |
| 2024–25          | UEFA Conference League   | Play-off          | HJK                 | 2–2              | 1–2              | 3–4              |
| 2025–26          | UEFA Conference League   | Primera ronda     | SJK                 | 1–2              | 2-0              | 4-1              |
| 2025–26          | UEFA Conference League   | Segunda ronda     | Radnički Kragujevac | 0–0              | 1-0              | 1-0              |